# Matatirtha
Matatirtha es un pueblo ubicado en el distrito de Katmandú, provincia de Bagmati, Nepal.

## Superficie
Cuenta con una superficie de 6,2 kilómetros cuadrados.

## Demografía
Datos hasta 2015
- Población: 7110 habitantes.[1]
- Densidad de población: 1,147  habitantes por kilómetro cuadrado.[1]
- Población masculina: 3559 (50,1%).[1]
- Población femenina: 3551 (49,9%).[1]